# Barbora Špotáková
Barbora Špotáková (ur. 30 czerwca 1981 w Jabloncu nad Nysą) – czeska lekkoatletka specjalizująca się w rzucie oszczepem.
Uczestniczka igrzysk olimpijskich – w Atenach (2004) odpadła w eliminacjach, w Pekinie (2008) zdobyła złoty medal poprawiając swoim wynikiem rekord Europy, w Londynie (2012) obroniła złoto sprzed czterech lat. Od 2014 posiadaczka wszystkich tytułów mistrzowskich: olimpijskich, mistrzostw świata oraz mistrzostw Europy. Wielokrotna medalistka mistrzostw Czech i reprezentantka kraju w pucharze Europy, zimowym pucharze w rzutach lekkoatletycznych oraz drużynowym czempionacie Europy. Sześciokrotnie wygrywała w plebiscycie na najlepszego czeskiego lekkoatletę.
Jej trenerem był Jan Železný – rekordzista świata w rzucie oszczepem.

## Kariera
Międzynarodową karierę lekkoatletyczną zaczynała od wielobojów – w 2000 roku była w siedmioboju czwarta na mistrzostwach świata juniorów w Santiago oraz reprezentowała Czechy w pucharze Europy w wielobojach. Na rzucie oszczepem skupiła się na początku kariery seniorskiej startując w 2002 roku w mistrzostwach Europy, podczas których odpadła w eliminacjach. Rok później była szósta na czempionacie Starego Kontynentu młodzieżowców oraz uplasowała się tuż za podium – na czwartym miejscu – uniwersjady. W swoim debiucie na igrzyskach olimpijskich w 2004 roku nie awansowała do finału – sztuka ta nie udała jej się także w kolejnym sezonie na mistrzostwach globu. Pierwszy znaczący sukces odniosła w 2005 wygrywając w Izmirze uniwersjadę. W 2006 została wicemistrzynią Europy, a w kolejnym sezonie zdobyła w Japonii tytuł mistrzyni świata. Najważniejszym zawodami 2008 roku były igrzyska olimpijskie w Pekinie – Špotáková wygrała eliminacje osiągając już w pierwszym rzucie wymagane minimum kwalifikacyjne wynoszące 61,50 (Czeszka rzuciła 67,69). W finale od pierwszej kolejki prowadziła Marija Abakumowa, która osiągnęła wynik 69,32 – Czeszka zajmowała z wynikiem 69,22 drugie miejsce. Abakumowa w czwartej serii posłała oszczep na odległość 70,78 ustanawiając nowy rekord Europy. W ostatniej – szóstej kolejce – rzucająca jako przedostatnia Czeszka Špotáková poprawiła wynik Abakumowej na 71,42 i ostatecznie to ona zdobyła złoty medal igrzysk olimpijskich (w swoim ostatnim podejściu Rosjanka rzuciła 67,52). Kilka tygodni później w Stuttgarcie poprawiła swój wynik z Pekinu osiągając podczas światowego finału lekkoatletycznego rezultat 72,28, który był nowym rekordem świata. W 2009 roku zdobyła w Berlinie srebrny medal mistrzostw świata przegrywając z reprezentantką Niemiec Steffi Nerius. Zdobyła brązowy medal mistrzostw Europy w 2010 – Czeszka prowadziła w zawodach do piątej kolejki, w której pokonały ją dwie Niemki: Linda Stahl i Christina Obergföll. Zwyciężczyni łącznej punktacji Diamentowej Ligi 2010 w rzucie oszczepem. Na mistrzostwach świata w Daegu (2011) zdobyła srebrny medal. Podczas igrzysk olimpijskich w Londynie (2012) zdobyła złoty medal. Zwyciężczyni łącznej punktacji Diamentowej Ligi 2012 w rzucie oszczepem. Na koniec roku 2012 zajęła trzecie miejsce w plebiscycie na europejską lekkoatletkę roku organizowanym przez European Athletics. W związku z planami macierzyńskimi opuściła sezon 2013 – jej sportowym celem po powrocie był start w roku 2014 na mistrzostwach Europy w Zurychu, gdzie zdobyła ostatni brakujący tytuł mistrzowski rezultatem 64,41.
Rekord życiowy: 72,28 (13 września 2008, Stuttgart) – rezultat ten jest aktualnym rekordem świata.

## Osiągnięcia

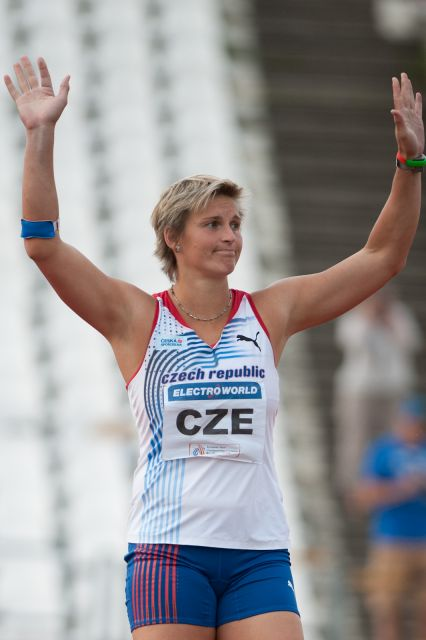
Barbora Špotáková podczas I ligi drużynowych mistrzostw Europy w Budapeszcie (2010)

| Rok  | Impreza                                 | Miejsce          | Pozycja           | Wynik |
| ---- | --------------------------------------- | ---------------- | ----------------- | ----- |
| 2002 | I liga pucharu Europy                   | Bańska Bystrzyca | 4. miejsce        | 53,79 |
| 2002 | Mistrzostwa Europy                      | Monachium        | el. – 17. miejsce | 51,71 |
| 2003 | Młodzieżowe mistrzostwa Europy          | Bydgoszcz        | 6. miejsce        | 56,65 |
| 2003 | Uniwersjada                             | Daegu            | 4. miejsce        | 55,31 |
| 2004 | Igrzyska olimpijskie                    | Ateny            | el. – 23. miejsce | 58,20 |
| 2005 | Zimowy puchar Europy w rzutach          | Mersin           | 6. miejsce        | 56,92 |
| 2005 | I liga pucharu Europy                   | Gävle            | 2. miejsce        | 59,74 |
| 2005 | Mistrzostwa świata                      | Helsinki         | el. – 13. miejsce | 58,20 |
| 2005 | Uniwersjada                             | Izmir            | 1. miejsce        | 60,73 |
| 2005 | Światowy finał lekkoatletyczny IAAF     | Monako           | 5. miejsce        | 61,60 |
| 2006 | I liga pucharu Europy                   | Praga            | 1. miejsce        | 64,68 |
| 2006 | Mistrzostwa Europy                      | Göteborg         | 2. miejsce        | 66,12 |
| 2006 | Światowy finał lekkoatletyczny IAAF     | Stuttgart        | 1. miejsce        | 66,21 |
| 2007 | I liga pucharu Europy                   | Vaasa            | 2. miejsce        | 58,45 |
| 2007 | Mistrzostwa świata                      | Osaka            | 1. miejsce        | 67,07 |
| 2007 | Światowy finał lekkoatletyczny IAAF     | Stuttgart        | 1. miejsce        | 67,12 |
| 2008 | I liga pucharu Europy                   | Leiria           | 1. miejsce        | 63,79 |
| 2008 | Igrzyska olimpijskie                    | Pekin            | 1. miejsce        | 71,42 |
| 2008 | Światowy finał lekkoatletyczny IAAF     | Stuttgart        | 1. miejsce        | 72,28 |
| 2009 | Superliga drużynowych mistrzostw Europy | Leiria           | 2. miejsce        | 65,89 |
| 2009 | Mistrzostwa świata                      | Berlin           | 2. miejsce        | 66,42 |
| 2009 | Światowy finał lekkoatletyczny IAAF     | Saloniki         | 2. miejsce        | 63,45 |
| 2010 | I liga drużynowych mistrzostw Europy    | Budapeszt        | 1. miejsce        | 67,63 |
| 2010 | Mistrzostwa Europy                      | Barcelona        | 3. miejsce        | 65,36 |
| 2011 | Superliga drużynowych mistrzostw Europy | Sztokholm        | 3. miejsce        | 64,40 |
| 2011 | Mistrzostwa świata                      | Daegu            | 2. miejsce        | 71,58 |
| 2012 | Igrzyska olimpijskie                    | Londyn           | 1. miejsce        | 69,55 |
| 2014 | Mistrzostwa Europy                      | Zurych           | 1. miejsce        | 64,41 |
| 2014 | Puchar interkontynentalny               | Marrakesz        | 1. miejsce        | 65,52 |
| 2015 | I liga drużynowych mistrzostw Europy    | Heraklion        | 1. miejsce        | 62,56 |
| 2015 | Mistrzostwa świata                      | Pekin            | 9. miejsce        | 60,08 |
| 2016 | Mistrzostwa Europy                      | Amsterdam        | 5. miejsce        | 62,66 |
| 2016 | Igrzyska olimpijskie                    | Rio de Janeiro   | 3. miejsce        | 64,80 |
| 2017 | Superliga drużynowych mistrzostw Europy | Lille            | 1. miejsce        | 65,14 |
| 2017 | Mistrzostwa świata                      | Londyn           | 1. miejsce        | 66,76 |
| 2019 | Mistrzostwa świata                      | Doha             | 9. miejsce        | 59,87 |
| 2021 | Puchar Europy w rzutach                 | Split            | 8. miejsce        | 58,24 |
| 2021 | Igrzyska olimpijskie                    | Tokio            | el. – 14. miejsce | 60,52 |
| 2022 | Mistrzostwa Europy                      | Monachium        | 3. miejsce        | 60,68 |

## Odznaczenia
- Medal Za Zasługi II Stopnia – 2012[17]